# Lee Wallard
Lee Wallard (né le 8 septembre 1910 à Schenectady, dans l'État de New York et mort le 28 novembre 1963  à St. Petersburg, en Floride) est un pilote automobile américain.

## Biographie
Lee Wallard est le détenteur du meilleur ratio Victoire / Nombre de Grands Prix de Formule 1, totalisant un score de 50%, devant Juan Manuel Fangio (47,05%). En effet, il prit part à 2 éditions des 500 miles d'Indianapolis : celle de 1950 qu'il termine en 6e position et celle de 1951 qu'il remporte sur une Kurtis Kraft-Offenhauser, en 3 h 57 min 38 s 05 (vitesse moyenne : 203,153 km/h). Les 500 miles d'Indianapolis comptaient, de 1950 à 1960, pour Championnat du Monde de Formule 1.
Grand favori des 500 miles d'Indianapolis en 1951, il y mena 159 tours en tête des 200 que compte la course, signant le meilleur tour en 1 min 07 s 26 (vitesse moyenne : 215,326 km/h) au vingt-troisième tour. Il est également le premier pilote de l'histoire des 500 miles d'Indianapolis à passer la ligne d'arrivée à une moyenne supérieure à 200 km/h (203,2 km/h). 
Lee Wallard se retira du monde de la course après avoir été brûlé dans un accident lors d'une compétition, peu de temps après avoir remporté les 500 miles d'Indianapolis 1951.

## Palmarès
Vainqueur de l'édition 1951 des 500 miles d'Indianapolis. 